# Prueba C de Cochran
En estadística, la Prueba C de Cochran, nombrada en honor de William G. Cochran, es una prueba de un solo lado del límite superior atípico de la varianza. La prueba C se utiliza para decidir si una sola estimación de una varianza (o una desviación estándar) es significativamente más grande que un grupo de varianzas (o desviaciones estándar) con el que la estimación única se supone que debe ser comparable. La prueba C se discute en muchos libros de texto y ha sido recomendado por la IUPAC y la ISO. La prueba C de Cochran no se debe confundir con la prueba Q de Cochran, que se aplica al análisis de dos vías de diseños de bloques aleatorios.
La prueba C asume un diseño equilibrado, es decir, la plena considerado conjunto de datos debe consistir en series de datos individuales que todos tienen igual tamaño. La prueba de C supone, además, que cada serie de datos individual se distribuye normalmente. Aunque principalmente una prueba de valor extremo, la prueba C también se utiliza como una alternativa simple para pruebas regulares de homoscedasticidad como la de Bartlett, la prueba de Levene y la prueba de la prueba Brown-Forsythe para una verificación de los datos estadísticos establecidos por la homogeneidad de varianzas. Una forma aún más simple para comprobar homocedasticidad es proporcionado por F máx prueba de Hartley, pero la prueba de F max de Hartley tiene la desventaja de que sólo representa el mínimo y el máximo del rango de varianza, mientras que las cuentas de prueba C para todas las variaciones dentro de la gama. 